# コーディー・シンプソン
コーディー・シンプソン（Cody Simpson、1997年1月11日 - ）は、オーストラリア生まれのシンガーソングライター。身長180cm。
ジャスティン・ビーバーのようにYouTubeでアーティストの歌をカバーして絶大な人気を得て、2009年プロデューサーのショーン・キャンベルからコーディーのYouTubeチャンネルに「会いたい」と連絡があった。それから2010年4月、コーディーはアトランティック・レコードと契約を交わした。

## 来歴
オーストラリアに3人兄弟の長男として生まれ、ゴールドコーストで育ったコーディーは、ギターを弾き語る父の姿を見て興味が湧き、7歳でギターを習い歌とともに練習をつんでいった。12歳になるとYouTubeでジェイソン・ムラーズ の「I'm Yours」、ジャスティン・ティンバーレイクの「Cry Me a River」と「Señorita」、ジャクソン5の「I Want You Back」をカバーするようになる。それを見たプロデューサーのショーン・キャンベルがコーディーに連絡してコーディーと父は、キャンベルに会って数曲程書き、レコーディングのためアメリカに飛んだ。現在は、アメリカ・カリフォルニア州ロサンゼルスに在住。
そして、ラッパーのフロー・ライダーがラップで参加している「iYiYi ft. Flo Rid」をリリースし、YouTubeでの再生回数は1250万回を突破する人気ソングとなった。2011年3月15日に発売されたファーストEP『4 U』は、Twitterのトレンド・ワードで第3位となりフォロー数は45万人以上いる。まだデビューしたばかりではあるがティーンからの圧倒的な人気から「第2のジャスティン・ビーバー」と呼ばれている。そして、4月1日から同じくYouTube出身のグレイソン・チャンスとともにアメリカでツアーを行った。グレイソン・チャンスとは仲が良い。2011年4月10日にユタ州のTuacahn High Schoolでライブ・コンサートを行っている。
日本では、2011年からスペシャル・サイトがオープンし、4月6日から「アイヤイヤイ (feat. フロー・ライダー)」が配信スタート。また日本語訳したコーディーのTwitterもオープンした。
2011年10月には来日し、ライブやファン・ミーティングを行った。学校で2年間日本語を学んでおり、日本食も大好き。

## その他
- コメディー番組『めっちゃ ソー・ランダム』エピソード1でゲスト出演。「All Day」を歌う。
- 2011年、来日した際に、大阪nu茶屋町でミニライブを行った。
- 映画『イースターラビットのキャンディ工場』（原題・HOP、2011年）で主題歌として「アイ・ウォント・キャンディ」のリメイクを歌った。

## ディスコグラフィ

### スタジオ・アルバム
- 『パラダイス』 - Paradise (2012年、Atlantic)
- 『サーファーズ・パラダイス』 - Surfers Paradise (2013年、Atlantic)
- Free (2015年、Bananabeat/Coast House)

### EP
- 4 U (2010年、Atlantic)
- 『コースト・トゥ・コースト』 - Coast to Coast (2011年、Atlantic)
- Preview to Paradise (2012年、Atlantic)
- The Acoustic Sessions (2013年、Atlantic)
- Wave One (2017年、Entertainment One Music)
- Wave Two (2018年&2019年、Entertainment One Music)
- B-Sides (2018年)
- B-Sides: We Had (2019年)
- B-Sides: Part the Seas (2019年、Coast House)

## 来日公演
- SUMMER SONIC 2015
  - 2015年8月15日、QVCマリンフィールド MARINE STAGE
  - 2015年8月16日、舞洲サマーソニック大阪特設会場 OCEAN STAGE